# Bambusana jenjouristi
Bambusana jenjouristi är en insektsart som beskrevs av Anufriev 1969. Bambusana jenjouristi ingår i släktet Bambusana och familjen dvärgstritar. Inga underarter finns listade i Catalogue of Life.